# Ara atwoodi
El guacamayo dominiqués verde-amarillo (Ara atwoodi), también llamado guacamayo de Dominica es una especie de ave extinta de la familia de los loros (Psittacidae) y sólo conocida a través de la obra del zoólogo Thomas Atwood, que describió la especie en 1791. Atwood habla de un guacamayo de la isla de Dominica con plumaje verde y amarillo y una "máscara escarlata desde los oídos hasta el nacimiento del pico". No se conservan restos biológicos de esta ave, por lo que se la considera hipotéticamente extinta. Atwood afirmaba que este guacamayo era cazado habitualmente por su carne y como mascota.
Clark, uno de los principales zoólogos y autoridades sobre loros, inicialmente incluyó a este guacamayo en la especie Ara guadeloupensis (Guacamayo de Guadalupe). Sin embargo, tras conocer los estudios de Atwood la convirtió en una especie separada.
El guacamayo dominiqués posiblemente se extinguió a finales del siglo XVIII o principios del siglo XIX.